# Ole Edvard Antonsen
Ole Edward Antonsen (Vang, 25 aprile 1962) è un trombettista norvegese.
Ole Edward Antonsen è riconosciuto come uno dei migliori trombettisti mondiali.
Dopo aver vinto nel 1987 il Primo Premio (all'unanimità) all'International Music Competition di Ginevra (lo stesso vinto da Maurice André nel 1955), e l'UNESCO Competition a Bratislava nel 1989, egli lasciò il suo posto nell'Oslo Philharmonic e iniziò una brillante carriera di solista e musicista internazionale.
A partire dal 2003 ha lavorato con le seguenti orchestre sinfoniche: Bergen Philharmonic Orchestra, Berlin Radio Orchestra, Bern Symphony Orchestra, Frankfurter Museumsorchester, Ljubljana Radio Orchestra, Musica Vitae, Norwegian Radio Orchestra, Spanish Brass Luur Metalls, Sendai Philharmonic Orchestra, Stavanger Symphony Orchestra, Tokyo Symphony Orchestra, Trondheim Soloists, Turku Philharmonic Orchestra, Württembergische Kammerorchester Heilbronn, Aalborg Symphony Orchestra, ecc., diretto da grandi direttori d'orchestra internazionali.
In qualità di solista compare in numerosi ensembles di musica da camera, o gruppi di ottoni, e di quintetti, in tutto il mondo.
Gli sono stati dedicati oltre 40 lavori di musica contemporanea, per la quale Ole Edvard Antonsen nutre grande interesse.
Ha anche inciso oltre 60 CD di musica in differenti generi musicali, quali musica classica, musica da camera, musica barocca, jazz, rock e musica pop.
Ha collaborato con musicisti del calibro di John Miles, Level 42, Mark King, e Lisa Stansfield.
Il suo CD Tour de Force del 1992, ispirato al rock, ha venduto oltre 140 000 copie nella sola Norvegia.

## Discografia
- 1989 The Virtuoso Trumpet
- 1992 Tour De Force
- 1993 Trumpet Concertos - (con English Chamber Orchestra direttore Jeffrey Tate)
- 1994 Popular Pieces for Trumpet & Organ - (con Wayne Marshall all'organo)
- 1995 Shostakovich Concerto for Piano and Trumpet - (con Berliner Philharmoniker, direttore Mariss Jansons, piano Mikhail Rudy)
- 1997 Read My Lips
- 1998 Twentieth Century Trumpet - (con Wolfgang Sawallisch al piano)
- 2000 New Sound of Baroque - (con il fratello Jens Petter Antonsen alla tromba)
- 2002 Ars Nova - (con Solveig Kringlebotn, voce e Wolfgang Plagge, piano)
- 2007 The Golden Age of the Cornet (con la Royal Norwegian Navy Band, direttore Ingar Bergby)

### Altri lavori (selezione)
- 2002 With Strings Attached
- 2003 Jan van der Roost In Flanders' Fields Vol.39 - Jan van der Roost
- 2004 Absolute - Spanish Brass Luur Metalls
- 2004 Frelsesarmeens Juleplate (The Norwegian Salvation Army Christmas album)